# القديسة لوسي
وُلدت القديسة لوسيا (أو لوسي، ويعني اسمها نور أو منيرة) في سيراكوزا بصقلية في نهاية القرن الثالث الميلادي، وكان والداها من أغنياء المدينة الأتقياء، وقد ربياها تربية مسيحية حقة وعلماها الصلاة والتسبيح ومطالعة الكتاب المقدس والتمتع بحياة الروح والذهاب إلى الكنيسة كل يوم أحد ، تربت لوسيا في حرارة العبادة والاحتشام، وعندما مات والدها وهي في السادسة من عمرها اختارت لها أمها أوتيكا عريسًا شابًا ذو أخلاق حميدة غير أنه كان وثنيًا، ولما شعرت القديسة بنية والدتها طلبت منها أن تؤخر الأمر وتدعها بضع سنين حتى تقرر أمرها، فوافقت الأم إلا أن الشاب أخذ يلح عليهًا مرارًا بينما كانت لوسيا تصلي ليلاً ونهارًا بدموع لكي ينقذها الرب من هذه التجربة. وبعد مدة مرضت الأم فتشفعت القديسة لوسيا لدى القديسة أغاثي التي ظهرت لها في حلم، وقالت لها أن تطلب من رب المجد فيستجيب لطِلبتها، وفعلاً قامت وصلَّت صلاة حارة فشفيت والدتها ووعدتها بأنها لن ترغمها على الزواج من ذلك الشاب الوثني. وقامت الأم وابنتها ببيع ممتلكاتهما للتصدق على الفقراء، إلا أن الشاب وشى بهما لدى الحاكم بسكاسيوس، فأرسل وقبض على لوسيا وأخذ يلاحقها تارة ويعذبها تارة أخرى حتى أمر بإرسالها إلى بيت الخطية لأنه كان معجبًا بعينيها مراودًا إياها لفعل الخطية. رفعت البتول يديها إلى السماء مستغيثة بالرب ثم اقتلعت عينيها وألقتهما في وجه الحاكم، حينئذ ألهمها رب المجد وجعلها تثبت في مكانها كالصخرة حتى عجز الجنود عن أن يزحزحونها من مكانها، فربطوها بحبال وأخذوا يشدونها من مكانها حتى خارت قواهم. وعندما ألقوها في النار كانت تصلي لوسيا للرب وخرجت معافاة، فأمر الحاكم بضرب عنقها بالسيف ولكن الضربة لم تكن كافية لفصل رأسها عن جسدها فلم تمت القديسة حالاً، فأخذها المؤمنون إلى بيت قريب وأحضروا لها القربان المقدس فتناولت منه ثم رقدت بسلام وكان ذلك في 13 ديسمبر. منذ بداية القرن الرابع والتقليد المسيحي الغربي يتخذ من القديسة لوسيا الشهيدة شفيعة للمكفوفين وضعاف البصر وترسم صورتها دائمًا وهي حاملة عينيها في طبق.